# Jean-Baptiste Barrière (Komponist, 1707)
Jean-Baptiste Barrière (* 2. Mai 1707 in Bordeaux; † 6. Juni 1747 in Paris) war ein französischer Cellist und Komponist.
Barrière war der bekannteste und virtuoseste französische Cellist seiner Zeit. Erst sein perfektioniertes Spiel brachte in Frankreich, in dem bis dahin die Gambe vorherrschend war, den Durchbruch für das Violoncello. Ab 1731 war er für ein Salär von 450 livres Orchestermitglied der königlichen Oper in Paris. Um sein Spiel zu vervollkommnen, reiste er 1737 nach Italien und hatte dort Unterricht bei Francesco Alborea. Nach seiner Rückkehr gab er zwei Konzerte bei den Concert Spirituel, die im Mercure de France lobende Erwähnung fanden.

## Werke
Veröffentlicht wurden insgesamt sechs Sammlungen. Im zweiten Buch ist der dritte Satz der vierten Sonate für 2 Violoncelli und Basso Continuo ausgeschrieben. Das dritte Buch enthält mit der zweiten Sonate eine vollständige Triosonate für 2 Violoncelli und Basso Continuo
- Livre I de sonates pour violoncelle et basse continue (1733 Paris, dem Grafen Guergolay gewidmet)
- Livre II de sonates pour violoncelle et la basse continue (1735 Paris, Madame Jourdain gewidmet)
- Livre III de sonates pour violoncelle et la basse continue (1739 Paris)
- Livre IV de sonates pour violoncelle et la basse continue (1740 Paris)
- Livre V Sonates pour le Pardessus de Viole avec la Basse Continue
- Livre VI Sonates et Pieces pour le Clavecin (Cembalo-Sonaten)